# Klarissenkloster Nizza
Das Klarissenkloster Nizza ist seit 1924 ein Kloster der Klarissen in Nizza im Bistum Nizza. Das Kloster ist dem Patrozinium der Ordensgründerin, der hl. Klara von Assisi geweiht.

## Geschichte

### Nizzaer Klarissenkloster 1604–1793
Klarissen aus Mondovì gründeten 1604 in der heutigen Altstadt von Nizza ein Frauenkloster und bauten 1607 in der Rue Sainte Claire die noch bestehende Chapelle de la Visitation Sainte-Claire. 1793 wurde das Kloster im Zuge der Französischen Revolution aufgelöst. Die Konventsgebäude wurden ab 1815 von Visitantinnen übernommen.

### Das heutige Kloster
Eine seit 1892 in Menton ansässige (von Périgueux kommende) Klarissengemeinschaft wechselte 1924 auf den Hügel Cimiez von Nizza in einen Klosterneubau, den sie bis heute bewohnt (30 Avenue Sainte Colette). Der Konvent von Nizza gründeten zwei weitere in Montfavet (Avignon, 1941) und auf Madagaskar (Antsirabe, 1968).